# Slim & Slam
Slim & Slam war ein amerikanisches Musik-Duo, das Bulee „Slim“ Gaillard (Gesang, Gitarre und Piano) und Leroy „Slam“ Stewart (Kontrabass) 1936 bildeten. Das Duo bestand bis 1945.

## Werdegang
Es trat zunächst in Martin Blocks WNEW-Radioprogramm The Make Believe Ballroom auf, das landesweit ausgestrahlt wurde. Bis zur Einberufung von Slim Gaillard 1942 war es als Band aktiv, die hauptsächlich Novelty Songs im Repertoire hatte. Das Duo trug auch eigene Stücke sehr erfolgreich vor, die durch Slims komische Vokaleinlagen mit seinen Scatpassagen mit Slang- und Platzhalterwörtern ebenso wie dem eigenwilligen Brummen von Slam zu seinem gestrichenen Bass gekennzeichnet sind. Das Duo trat auch im Film Hellzapoppin’ auf (1941). Nach dem Wehrdienst von Gaillard entstanden 1944 weitere Aufnahmen; das Duo trennte sich 1945.
Die größten Hits waren „Flat Foot Floogie (with a Floy Floy)“ (1938), der Rang 2 der Billboard-Charts erreichte, „Tutti Frutti“ (#3, 1938), „Jump Session“ (#7, 1938), „Laughin’ in Rhythm“ (#15, 1938), „Buck Dance Rhythm“ (#12, 1939) „Cement Mixer (Puti Puti)“ und „The Groove Juice Special (Opera in Vout)“.

## Diskographische Hinweise
- Slim & Slam – Complete Recordings 1938 - 1942 (Affinity 1992) – 3 CDs u. a. mit Kenny Clarke, Chico Hamilton, Ben Webster bzw. Kenneth Hollon, Al Killian